# Parafia Najświętszego Zbawiciela i Wszystkich Świętych w Dobrym Mieście
Parafia Najświętszego Zbawiciela i Wszystkich Świętych w Dobrym Mieście – rzymskokatolicka parafia w Dobrym Mieście, należącym do archidiecezji warmińskiej i dekanatu Dobre Miasto. Została utworzona przed 1329. Kościół parafialny jest budowlą gotycką wybudowaną w latach 1359–1389. Mieści się przy ulicy Orła Białego.
Przy parafii istnieje ośrodek rekolekcyjny „Źródło Jakuba”. Kościół od 1989 roku posiada tytuł Bazyliki mniejszej. Istnieje kapituła kolegiacka, wskrzeszona przez kard. Wyszyńskiego.